# Уедъл (море)
Море Уедъл (на английски: Weddell sea) е периферно море на Атлантическия сектор на Южния океан.
Разположено е край бреговете на Западна Антарктида. На запад се простира до бреговете на Антарктическия полуостров, а на изток бреговете на Земя Котс (Бряг Луитполд и Бряг Керд). Южните му брегове са непостоянни и представляват краищата на шелфовите ледници Роне и Филхнер, а на север се простира до Южните Оркнейски острови. Площ – 2796,4 хил.km². Преобладаващите дълбочини са около 3 хил.m, максимална – 5150 m в северната му част. Южната и югозападната му част са плитки с дълбочини до 500 m. Средногодишната температура на водата е 0 °C, соленост 35‰. Значителна част от площта му целогодишно е покрита с дрейфуващи ледове. От заобикалящите го шелфови ледници Роне, Филхнер, Ларсен и други по-малки се откъсват големи айсберги. По крайбрежието му са разположени една английска, една руска и 4 аржентински полярни станции.
Море Уедъл е открито е през 1823 г. от английската антарктическа експедиция, възглавявана от Джеймс Уедъл. Той наименува новооткритото море в чест на тогавашния английски монарх Джордж – море Джордж IV. През 1900 г. в чест на своя откривател морето е преименувано на море Уедъл.